# 赵人同
赵人同（？—？），固始人，是一名清朝政治人物。监生出身。
赵人同曾于咸丰九年(1859年)接替娄浩任邵武府知府一职，同治元年(1862年)由高会嘉接任。